# Chuyến bay 495 của Martinair
Chuyến bay 495 của Martinair là một chiếc McDonnell Douglas DC-10 do hãng hàng không Hà Lan Martinair khai thác, đã hạ cánh trong điều kiện thời tiết khắc nghiệt tại Sân bay Faro, Bồ Đào Nha vào ngày 21 tháng 12 năm 1992. Máy bay chở 13 thành viên phi hành đoàn và 327 hành khách, chủ yếu là khách du lịch đến từ Hà Lan. 54 hành khách và 2 thành viên phi hành đoàn thiệt mạng. 106 người khác bị thương nặng.

## Máy bay và phi hành đoàn

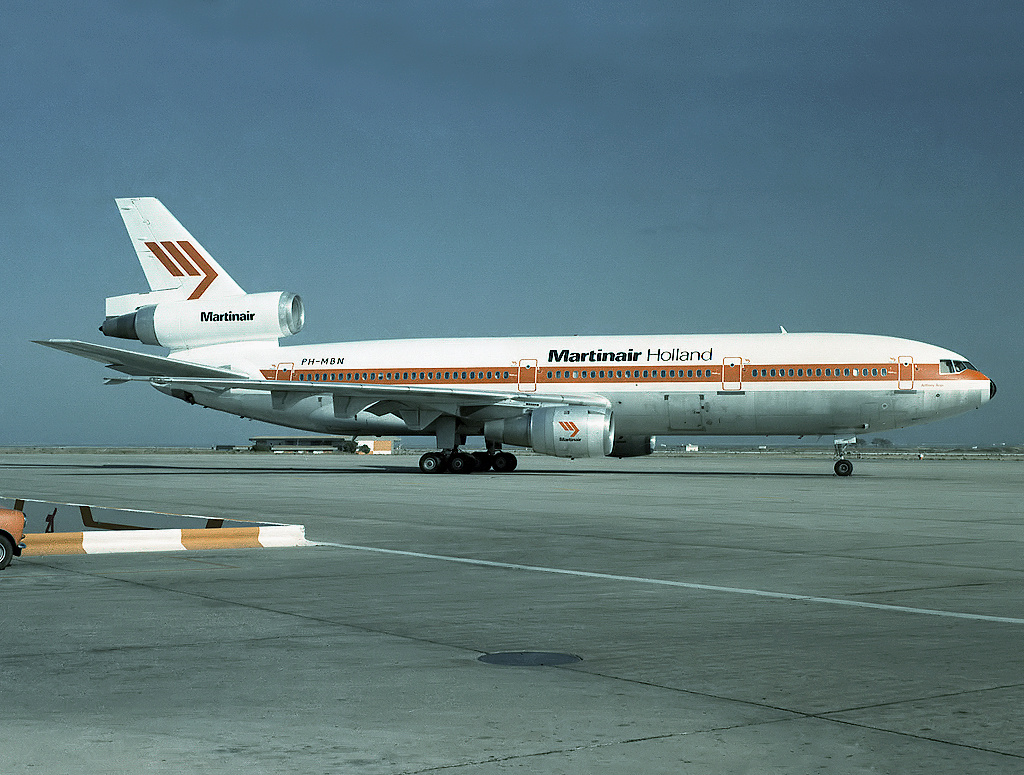
Chiếc máy bay bị nạn được chụp tại Sân bay Faro - sân bay xảy ra tai nạn, năm 1985.

Chiếc máy bay bị nạn là một chiếc McDonnell Douglas DC-10-30CF, số đăng ký PH-MBN, được chế tạo vào năm 1975 mang số sê-ri 46924. Chiếc máy bay được đặt tên là Anthony Ruys để vinh danh một trong những cựu ủy viên của Martinair. Nó được giao cho Martinair vào ngày 26 tháng 11 năm 1975. Tuy nhiên, Martinair đã cho ba hãng hàng không châu Á thuê nó từ tháng 10 năm 1979 đến tháng 9 năm 1981. Từ đó trở đi cho đến khi xảy ra tai nạn, chỉ bị gián đoạn bởi một hợp đồng thuê ngắn hạn cho World Airways vào đầu năm 1992, nó chỉ được vận hành lại bởi Martinair, mặc dù nó đã được bán vào đầu năm đó cho Không quân Hoàng gia Hà Lan để chuyển đổi theo kế hoạch thành KDC-10.
Cơ trưởng là H. Willem van Staveren, 56 tuổi, làm việc cho Martinair từ tháng 1 năm 1968. Ông là huấn luyện viên bay DC-10 và có tổng cộng 14.441 giờ bay. Trước đây ông phục vụ trong Hải quân Hoàng gia Hà Lan từ năm 1962 đến năm 1966 và làm việc cho Schreiner Airways từ năm 1966 đến năm 1968.
Cơ phó là Ronald J. H. Clemenkowff, 31 tuổi. Anh đã làm việc cho Martinair được ba năm và có 2.288 giờ bay, trong đó có 1.787 giờ bay trên chiếc DC-10.
Kỹ sư bay là Gary W. Glans, 29 tuổi, mới làm việc cho Martinair được 8 tháng. Tuy nhiên, ông đã làm việc cho cả Canadian Airlines và Swissair từ năm 1988 đến năm 1992. Glans đã có tổng cộng 7.540 giờ bay, trong đó có 1.700 giờ trên DC-10.

## Khởi hành
Vào buổi sáng xảy ra vụ tai nạn, chiếc máy bay đã bị trì hoãn tại ơSân bay Amsterdam Schiphol do bộ phận đảo ngược lực đẩy bị lỗi. Điều này đã không được sửa chữa. Tuy nhiên, máy bay đã cất cánh đến Faro lúc 04:52 UTC. Theo Martinair, bộ đảo ngược lực đẩy bị lỗi không phải là yếu tố góp phần gây ra vụ tai nạn

## Tai nạn
Một cơn giông lớn ở khu vực lân cận sân bay Faro, kèm theo mưa lớn, gió giật và mây thấp. Tháp điều khiển đã thông báo cho phi hành đoàn về hoạt động giông bão, ngoài ra còn thông báo rằng có nước trên đường băng. Sau một nỗ lực hạ cánh không thành công, phi hành đoàn đã cố gắng tiếp cận theo quy trình VOR/DME đến đường băng 11 (sau này là đường băng 10), trong đó máy bay đã bay qua ít nhất hai vụ nổ vi mô. Theo báo cáo tai nạn cuối cùng của Bồ Đào Nha, các nhân viên cứu hỏa đã nhìn thấy một vụ nổ phát ra từ máy bay 22 giây trước khi nó bị rơi.
Máy bay hạ cánh với tốc độ thẳng đứng vượt quá giới hạn thiết kế của nhà sản xuất. Sau cú hạ cánh khó khăn này, bánh răng chính bên phải bị sập. Cánh bên phải tách ra khỏi thân máy bay và thùng nhiên liệu bên phải bị vỡ và những thứ bên trong bốc cháy. Thân máy bay DC-10 tách làm đôi, nằm yên với phần phía trước nằm nghiêng.

## Nguyên nhân vụ tai nạn
Có nhiều ý kiến khác nhau về nguyên nhân của thảm họa hàng không này.

### Theo điều tra chính thức của cơ quan hàng không Bồ Đào Nha
Theo cơ quan hàng không Bồ Đào Nha (DGAC), nguyên nhân của thảm họa hàng không có thể là:
- Tỷ lệ chìm cao trong giai đoạn cuối của cách tiếp cận;
- Hạ cánh trên thiết bị hạ cánh bên phải, vượt quá giới hạn cấu trúc của máy bay;
- Gió ngang trong quá trình tiếp cận và hạ cánh cuối cùng vượt quá giới hạn thiết kế của thiết bị hạ cánh do tình trạng ngập nước của đường băng;

DGAC mô tả là các yếu tố bổ sung:
- Sự không ổn định của phương pháp hạ cánh;
- Việc phi công giảm ga quá sớm và để máy bay mất độ cao một cách không an toàn;
- Sân bay cung cấp thông tin gió không chính xác cho cách tiếp cận;
- Thiếu hệ thống đèn tiếp cận;
- Phi hành đoàn đánh giá không chính xác tình trạng của đường băng;
- Điều khiển chế độ lái tự động ngay trước khi hạ cánh, theo đó máy bay được điều khiển bằng tay trong giai đoạn quan trọng của quá trình hạ cánh;
- Sự chậm trễ của phi hành đoàn trong việc tăng độ cao;
- Sự giảm hệ số nâng của máy bay do lượng mưa lớn.

### Theo cơ quan hàng không Hà Lan
Văn phòng Điều tra Tai nạn và Sự cố của Cơ quan Hàng không Quốc gia Hà Lan (RLD) chỉ ra rằng nguyên nhân có thể xảy ra như sau:
- Một sự thay đổi đột ngột và bất ngờ về hướng và tốc độ gió (windsear) trong giai đoạn cuối của cách tiếp cận;
- Tốc độ hạ cánh cao và độ dịch chuyển sang bên cực lớn gây ra quá tải cho thiết bị hạ cánh bên phải, kết hợp với độ dịch chuyển góc đáng kể đã vượt quá giới hạn cấu trúc của máy bay.

Theo RLD, các yếu tố bổ sung là:
- Rằng phi hành đoàn của chuyến bay MP495 không mong đợi sự xuất hiện của gió trên cơ sở dự báo thời tiết và điều kiện thời tiết;
- Công suất động cơ giảm sớm, rất có thể là do hành động của phi hành đoàn;
- Việc vô hiệu hóa chế độ lái tự động ngay trước khi hạ cánh, theo đó máy bay được điều khiển bằng tay trong giai đoạn quan trọng của quá trình hạ cánh.

### Nghiên cứu và vụ kiện năm 2011
Vào ngày 14 tháng 2 năm 2011, Algemeen Dagblad đã đưa tin về một cuộc điều tra mới do nhà nghiên cứu Harry Horlings thực hiện theo yêu cầu của người thân. Theo Horlings, không có độ đứt gió tại thảm họa Faro và các phi công đã mắc sai lầm nghiêm trọng. Theo Horlings, dữ liệu từ hộp đen không đầy đủ trong báo cáo của Hà Lan từ năm 1993; những giây cuối cùng bị thiếu. Trong thư giới thiệu báo cáo của Cơ quan Hàng không Hoa Kỳ, trong đó dữ liệu từ hộp đen được trình bày, người ta chỉ ra rằng chế độ lái tự động đã được sử dụng không chính xác. Báo cáo cũng khuyến nghị cải thiện việc đào tạo phi công.
Ủy ban An toàn Hà Lan tuyên bố rằng họ không thể phản hồi vì Hội đồng không thể xem và đánh giá báo cáo từ nhà nghiên cứu Horlings. Luật sư Jan Willem Koeleman, người đã hỗ trợ một số người thân còn sống, tuyên bố rằng ông sẽ yêu cầu Martinair công nhận trách nhiệm pháp lý và bồi thường thêm. Vào ngày 8 tháng 12 năm 2012, Koeleman báo cáo Martinair và nhà nước Hà Lan sẽ khiếu nại trước ngày 21 của tháng đó. Sau ngày đó, vụ việc sẽ bị cấm.
Vụ kiện chống lại Martinair, lúc đó đã trở thành một phần của KLM, cuối cùng đã được tống đạt vào ngày 13 tháng 1 năm 2014 tại Amsterdam. Vào ngày 26 tháng 2 năm 2014, tòa án đã đưa ra phán quyết, phán quyết rằng các thiệt hại bổ sung là không cần thiết.
Vụ kiện chống lại Nhà nước Hà Lan được tống đạt vào ngày 20 tháng 1 năm 2014 tại The Hague. Vào cùng ngày mà Tòa án Quận ra phán quyết tại Amsterdam, ngày 26 tháng 2 năm 2014, một quyết định cũng được đưa ra tại đây bằng một phán quyết tạm thời. Không giống như tòa án ở Amsterdam, tòa án ở The Hague cho rằng cần phải điều tra thêm và mong muốn được nghe các chuyên gia.
Vào tháng 1 năm 2020, Tòa án quận Hague đã phán quyết rằng nhà nước Hà Lan phải chịu một phần trách nhiệm về vụ tai nạn.

## Chú ý trên các phương tiện truyền thông
Thảm họa hàng không tại Faro xảy ra vài tháng sau vụ tai nạn của Chuyến bay 1862 của El Al, tại một khu phố ở Amsterdam. Mặc dù vụ tai nạn ở Faro gây chết người nhiều hơn nhưng nó nhận được tương đối ít sự chú ý của giới truyền thông.
Những người sống sót cảm thấy rằng có quá ít sự chú ý dành cho trải nghiệm của họ sau vụ tai nạn. Họ hợp nhất thành "Quỹ Anthony Ruys", được đặt tên theo tên của chiếc máy bay, để thu hút giới truyền thông. Tổ chức này đã bị giải thể vào tháng 5 năm 2011.
Vào ngày 16 tháng 1 năm 2016, chương trình thời sự Hà Lan EenVandaag đã phát sóng một tập về thảm họa. Trong chương trình phát sóng, một cựu kiểm soát viên kỹ thuật của Martinair đã nói rằng, vào khoảng thời gian trước ngày bay, và dưới áp lực rất lớn từ cấp trên, anh ta đã ký vào một mẫu đơn trong đó việc thay thế bộ phận hạ cánh của máy bay bị hoãn lại một phần ba. thời gian. Việc hoãn như vậy chỉ có thể được cấp hai lần. Tập phim bao gồm một cuộc phỏng vấn với luật sư Jan Willem Koeleman, người đã hỗ trợ các nạn nhân và những người sống sót, kể chi tiết rằng ông đã phát hiện ra rằng một kho lưu trữ của Hội đồng Hàng không nên được giữ bí mật. Thành viên CDA của quốc hội Pieter Omtzigt gọi điều này là "rất không phù hợp" và yêu cầu chính phủ yêu cầu làm rõ.

## Kênh truyền hình
Chuyến bay Martinair 495 được giới thiệu trong phần 22 của loạt phim tài liệu Canada Mayday, trong tập có tựa đề "Mối nguy hiểm đối với Bồ Đào Nha".